# Ptinella microscopica
Ptinella microscopica är en skalbaggsart som först beskrevs av Gillmeister 1845.  Ptinella microscopica ingår i släktet Ptinella, och familjen fjädervingar. Arten är reproducerande i Sverige.